# منتخب إسكتلندا لاتحاد الرغبي
منتخب اسكتلندا الوطني لاتحاد الرغبي هو ممثل اسكتلندا الرسمي في المنافسات الدولية في اتحاد الرغبي . تأسس في 27 مارس 1871.

## وصلات خارجية
- الموقع الرسمي